# Matti Poikala
Matti Tapio Poikala (ur. 26 lipca 1935 w Sippoli) – szwedzki zapaśnik walczący w obu stylach. Olimpijczyk z Tokio 1964, gdzie odpadł w eliminacjach w kategorii 70 kg w stylu wolnym.
Brązowy medalista mistrzostw świata w 1969. Zdobył dwa medale na mistrzostwach Europy, w tym srebrny w 1968. Trzykrotny medalista mistrzostw nordyckich w latach 1965–1968.